# العلاقات الجنوب إفريقية الموريتانية
العلاقات الجنوب أفريقية الموريتانية هي العلاقات الثنائية التي تجمع بين جنوب أفريقيا وموريتانيا.

## مقارنة بين البلدين
هذه مقارنة عامة ومرجعية للدولتين:
| وجه المقارنة                                              | جنوب أفريقيا | موريتانيا                 |
| --------------------------------------------------------- | --- | ------------------------- |
| المساحة (كم2)                                             | 1.22 مليون | 1.03 مليون                |
| عدد السكان (نسمة)                                         | 57.73 مليون | 4.42 مليون                |
| الكثافة السكانية (ن./كم²)                                 | 47.32 | 4.29                      |
| العاصمة                                                   | بريتوريا، بلومفونتين، كيب تاون | نواكشوط                   |
| اللغة الرسمية                                             | لغة إنجليزية، اللغة الأفريقانية، اللغة النديبلي الجنوبية، اللغة السوثو الشمالية، اللغة السوتية، لغة سوازي، اللغة التسونجا، اللغة التسوانية، اللغة الفيندية، اللغة الكوسية، اللغة الزولوية | اللغة العربية، لغة فرنسية |
| العملة                                                    | راند جنوب أفريقي | أوقية موريتانية، أوقية ‏   |
| الناتج المحلي الإجمالي (بليون دولار)                      | 349.42 مليار | 5.02 مليار                |
| الناتج المحلي الإجمالي (تعادل القوة الشرائية) بليون دولار | 725.91 مليار |                           |
| الناتج المحلي الإجمالي الاسمي للفرد دولار أمريكي          | 5.72 ألف |                           |
| الناتج المحلي الإجمالي للفرد دولار أمريكي                 | 13.05 ألف | 3.91 ألف                  |
| مؤشر التنمية البشرية                                      | 0.666 | 0.506                     |
| رمز المكالمات الدولي                                      | +27 | +222                      |
| رمز الإنترنت                                              | .za | .mr                       |
| المنطقة الزمنية                                           | ت ع م+02:00، أفريقيا/جوهانسبرغ ‏ | 00                        |

## منظمات دولية مشتركة
يشترك البلدان في عضوية مجموعة من المنظمات الدولية، منها:
| علم المنظمة | اسم المنظمة                                 | تاريخ انضمام جنوب أفريقيا | تاريخ انضمام موريتانيا |
| ----------- | ------------------------------------------- | ------------------------- | ---------------------- |
|             | مؤسسة التنمية الدولية                       | 12 أكتوبر 1960            | 10 سبتمبر 1963         |
|             | يونسكو                                      | 4 نوفمبر 1946             | 10 يناير 1962          |
|             | وكالة ضمان الاستثمار متعدد الأطراف          | 10 مارس 1994              | 8 سبتمبر 1992          |
|             | الأمم المتحدة                               | 7 نوفمبر 1945             | 27 أكتوبر 1961         |
|             | مجموعة دول أفريقيا والكاريبي والمحيط الهادئ | ?                         | ?                      |
|             | الاتحاد البريدي العالمي                     | ?                         | ?                      |
|             | البنك الدولي للإنشاء والتعمير               | 27 ديسمبر 1945            | 10 سبتمبر 1963         |
|             | الاتحاد الدولي للاتصالات                    | 1910                      | 18 أبريل 1962          |
|             | منظمة حظر الأسلحة الكيميائية                | ?                         | ?                      |
|             | مؤسسة التمويل الدولية                       | 3 أبريل 1957              | 29 ديسمبر 1967         |
|             | منظمة التجارة العالمية                      | 1995                      | 31 مايو 1995           |
|             | منظمة الشرطة الجنائية الدولية               | ?                         | ?                      |
|             | الاتحاد الأفريقي                            | 6 يونيو 1994              | 25 مايو 1963           |
|             | البنك الإفريقي للتنمية                      | ?                         | ?                      |

## وصلات خارجية
- موقع وزارة الخارجية الجنوب أفريقية